# 298 av. J.-C.
Cette page concerne l'année 298 av. J.-C. du calendrier julien proleptique.

## Événements
- 27 février (11 avril du calendrier romain) : début à Rome du consulat de Lucius Cornelius Scipio Barbatus et Cn. Fulvius Maximus Centumalus[1].
  - Alliance entre Romains et Lucaniens[1].
  - Troisième guerre samnite (fin en 290 av. J.-C.). La guerre reprend avec les Samnites, qui ont attaqué les Lucaniens, alliés de Rome, et refusent de rendre les territoires conquis. Cornelius Scipion mène une campagne en Étrurie et affronte les Étrusques et les Gaulois à Volaterrae (Volterra) lors d’une bataille indécise[1]. Envoyé contre le Samnium, Fulvius remporte une victoire à Bovianum ; il s’empare de Bovianum de d’Aufidena[2].
  - Fondation d'une colonie romaine à Carseoli, en territoire èque[2].
- Abdication du premier empereur indien, Chandragupta Maurya, fondateur de la dynastie Maurya, qui se retire à Shravana-Belgola, près de Mysore, dans l'actuel État indien du Karnataka, où il se fait moine jaina et où il mettra fin à ses jours en commettant le suicide rituel jaïna par inanition. Son fils Bindusâra lui succède jusqu'en 273 av. J.-C.. Il soumet les royaumes du sud de l’Inde, Chera (Kerala), Cola, et Satiyaputra. Sa domination restera nominale. Il consolide l’organisation de l’empire et entre en contact avec le roi de Syrie Antiochos Ier[3].
- Démétrios Ier Poliorcète attaque Ptolémée Ier, sans doute avec le soutien de son gendre, Séleucos Ier, et s’empare de Samarie et de la Cœlé-Syrie. Un accord cependant est assez rapidement trouvé : Démétrios est fiancé à Ptolémaïs, une fille de Ptolémée et il envoie en otage à Alexandrie son beau-frère Pyrrhus, prétendant au trône d’Épire[4].
- Les Celtes pénètrent en Macédoine et en Thrace. Une partie d'entre eux est battue par Cassandre sur le mont Haemos. Un second groupe dirigé par Cambaules parvient à s'établir en Thrace[5].
- Création du royaume de Bithynie par Zipoïtès (298-297 av. J.-C.)[6].